# 福岡市立金武中学校
福岡市立金武中学校（ふくおかしりつ かなたけちゅうがっこう）は、福岡県福岡市早良区にある公立中学校。

## 沿革
「学校紹介」（金武中学校公式ホームページ）参照。
- 1947年（昭和22年）4月 - 早良郡入部村・金武村・田隈村学校組合立北中学校として創立。
- 1948年（昭和23年）
  - 3月 - 第1回卒業式を挙行。
  - 12月 - 田隈地区を西福岡中学校へ分離。
- 1952年（昭和27年）
  - 7月 - 校歌制定（作詞・都築頼助、作曲・森脇憲三）
  - 9月 - 荒陽会（同窓会）発足。
- 1953年（昭和28年）5月 - 県立西福岡高校定時制金武分校校舎を本校に設置。
- 1960年（昭和35年）4月[矛盾 ⇔ 金武村] - 福岡市に編入合併されたため、福岡市立北中学校と改称。併設されていた県立西福岡高校金武分校を廃止。
- 1970年（昭和45年）
  - 3月 - 本館校舎竣工。
  - 4月 - 福岡市立金武中学校と改称。新校章制定。
  - 9月 - 25mプールおよび更衣室新設。
- 1972年（昭和47年）10月 - 金武クラブ育成会発足。
- 1975年（昭和50年）
  - 7月 - 新館校舎完成。4教室新設。
  - 11月 - 本校父母教師会がPTA全国表彰受賞。
- 1979年（昭和54年）4月 - 福岡市立田隈中学校を分離。
- 1985年（昭和60年）3月 - 格技場新築工事完工。
- 1986年（昭和61年）3月 - 運動場拡張工事完工。
- 1987年（昭和62年）3月 - 本館校舎増改築工事完工。
- 1991年（平成3年）4月 - 現体育館竣工。新館校舎増築工事完工。
- 1994年（平成6年）8月 - 本館窓サッシ工事完工。
- 1995年（平成7年）2月 - パソコン教室竣工。給水配管工事完工。
- 1995年（平成7年）8月 - 本館校舎内装工事完工。
- 2000年（平成12年）2月 - 学校の森建設
- 2001年（平成13年）
  - 2月 - パソコン新機種導入。
  - 9月 - 技術教室改築着工。
- 2002年（平成14年）3月 - 技術教室改築完了。
- 2006年（平成18年）2月 - パソコン新機種導入。
- 2015年（平成27年）11月 - 校舎外壁補修・再塗装工事完工。
- 2016年（平成28年）8月 - 普通教室空調設備設置工事完工。
- 2017年（平成29年）3月 - 南校舎トイレ改築工事完工 。

## 校勢
2019年5月1日現在
- 学級数 - 単式学級19学級、特別支援学級2学級
- 児童数 - 685人（うち特別支援学級9人）